# هاوک پوینت (میزوری)
هاوک پوینت (به انگلیسی: Hawk Point) یک شهر در ایالات متحده آمریکا است که در شهرستان لینکلن، میزوری واقع شده‌است. هاوک پوینت ۰٫۹۶ کیلومتر مربع مساحت و ۶۶۹ نفر جمعیت دارد و ۲۲۱ متر بالاتر از سطح دریا واقع شده‌است.